# Burgfrieden
|  | No s'ha de confondre amb Burgfriedenspolitik. |

El terme Burgfrieden (mhd. burcvride 'pau contractual dins de la comunitat d'hereus d'un castell') es referia a un estatus jurídic especial dels llocs emmurallats (ciutats o castells) a l'Edat Mitjana, en l'àmbit de la qual els drets domiciliaris i els poders punitius del senyor del castell s'aplicava, així com els feus i les ruptures de la pau amb penes rigoroses estaven prohibits. A Baviera, la pau castellera era el districte sobirà, protector, de mercat i judicial de les ciutats i mercats.

## Significat

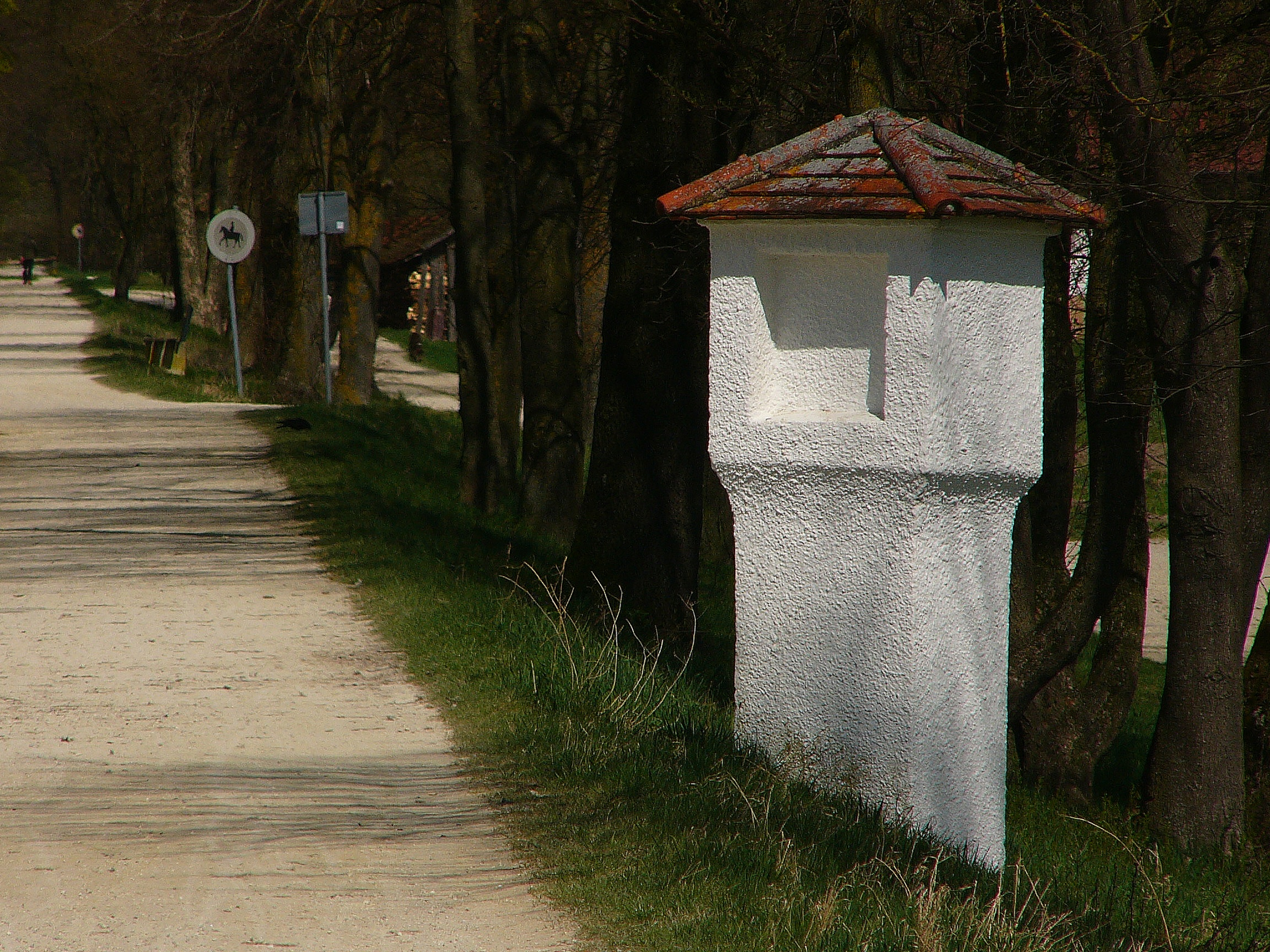
Burgfriedenssäule prop de Landshut

Si varies persones eren propietàries d'un castell i, per tant, eren considerades els senyors del castell, es celebraven els anomenats Burgfriedensverträge (contractes de treva), que també s'anomenaven per abreviar treves i sovint imposaven unes normes de gran abast per conviure al castell, per exemple per al manteniment. i defensa o el salari proporcional dels guàrdies. La treva va tenir una importància particular per als castells que eren propietat conjunta de diversos socis (Ganerbenburg). Els copropietaris (hereus, mesquins) es van jurar mútuament que mantindrien la pau a la zona del castell, encara que s'entretinguessin en una baralla.
La concessió d'una treva no podia ser refusada, sobretot a l'alta edat mitjana. Durant les visites a altres castells, inclosos els d'un enemic, calia suspendre un feu, ja que també hi havia treva per als oponents als voltants del castell. La treva podria acabar amb una carta de feu especial, per exemple per poder assetjar legalment el castell respectiu.
El senyor del castell també podia concedir asil a les persones i així posar-les sota la seva protecció, però també obligar-les a la seva sobirania.
La frontera de la treva acostuma a estar lluny davant de les muralles. Si no hi hagués demarcació natural, l'àmbit territorial de la treva es podria marcar en conseqüència, per exemple amb pedres o pilars de treva.